# I Am Trying to Break Your Heart
Pour plus de détails, voir Fiche technique et Distribution.
I Am Trying to Break Your Heart est un documentaire américain en noir et blanc réalisé par Sam Jones, montrant l'enregistrement et la production de l'album Yankee Hotel Foxtrot du groupe Wilco.

## Synopsis
Ce film, tourné au jour le jour, montre la création progressive de l'album de Wilco. Pendant le tournage, toutefois, le groupe fut limogé par son label, Reprise Records, assista au départ de Jay Bennett, et dut proposer son album, pourtant complet, à diverses maisons de disques pendant à peu près un an. Sam Jones montre ainsi la vision d'un groupe talentueux et créatif, victime des impériaux commerciaux visés par l'industrie du disque.

## Fiche technique
- Titre : I Am Trying to Break Your Heart
- Réalisation : Sam Jones
- Photographie : Matthew Clark, Dave Colitre, Matthew J. Curry, Paul Hughen, Sam Jones, Joe Kessler, Dan Larkin, Jimmy Matlosz, Keith Pokorski, David Rudd et Alan Thatcher
- Montage : Erin Nordstrom
- Production : Peter Abraham, Russell Curtis, Darcy Diamond, Sam Jones, Jake Mills et Kristy Wilson-Kessler
- Société de production : Bona Fide Productions, Cowboy Pictures, Experience Music Project, Fusion Films et Plexifilm
- Pays :  États-Unis
- Genre : Documentaire
- Durée : 92 minutes
- Date de sortie : 21 juin 2002

## Distribution
- Jeff Tweedy : Jeff Tweedy
- John Stirratt : John Stirratt
- Leroy Bach : Leroy Bach
- Glenn Kotche : Glenn Kotche
- Jay Bennett : Jay Bennett